# Рэп-опера
Рэп-опера (также хип-хопера) — музыкальное произведение большой формы в стиле хип-хоп или, в общем случае, рэп. Фактически, рэп-опера представляет собой разновидность мюзикла (как и появившаяся на несколько десятилетий ранее рок-опера). Арии рэп-оперы исполняются в стиле хип-хоп или R’n’B. Появились как отдельный жанр в начале 90-х годов XX века. Многие из рэп-опер изначально представляют собой концептуальные альбомы.

## Примеры

#### За рубежом
- «Блюз-граффити» (1992)[1][2]
- «Принц среди воров» (1999)
- «Дельтрон 3030» (2000)
- «Чёрный Мусор: Автобиография Кирка Джонса» (2001)
- «Кармен: Хип-хопера» (2001)
- «Полярности» (2003)
- «Великие не приходят бесплатно» (2004)
- «Один день из жизни» (2009)
- «Попавшие на плёнку» (2013)
- «Сплендор и Мизери» (2016) [3][4]

#### В России
- «Копы в огне» (2009)
- «Хипхопера: Орфей & Эвридика» (2018)